# Quatre Enfants et moi
Pour plus de détails, voir Fiche technique et Distribution.
Quatre Enfants et moi (Four Kids and It) est un film britannique réalisé par Andy De Emmony, sorti en 2020.
Le film est adapté du roman Four Children and It sorti en 2012 et qui fait suite à Une drôle de fée sorti en 1902 (et adapté au cinéma en 2004 sous le titre Cinq Enfants et moi).

## Synopsis
Un groupe d'enfants en vacances en Cornouailles rencontrent une créature magique capable d'exaucer les vœux.

## Fiche technique
- Titre : Quatre Enfants et moi
- Titre original : Four Kids and It
- Réalisation : Andy De Emmony
- Scénario : Simon Lewis et Mark Oswin d'après le roman jeunesse Four Children and It de Jacqueline Wilson
- Musique : Anne Nikitin
- Photographie : John Pardue
- Montage : Alex Mackie
- Production : Julie Baines et Anne Brogan
- Société de production : Dan Films, Deadpan Pictures et Kindle Entertainment
- Pays :  Royaume-Uni et  Irlande
- Genre : Fantastique
- Durée : 110 minutes
- Dates de sortie : 
  - Royaume-Uni : 3 avril 2020
  - France : 1er décembre 2020

## Distribution
- Teddie-Rose Malleson-Allen : Ros
- Pippa Haywood : la libraire
- Matthew Goode : David
- Ashley Aufderheide : Smash
- Paula Patton : Alice
- Billy Jenkins : Robbie
- Ellie-Mae Siame : Maudie
- Russell Brand : Tristan Trent
- Michael Caine : la voix de Psammead
- Caroline Sheen : Jenny
- Mariya Mizuno : Naomi
- Cheryl : Coco Rayne
- Paul Bazely : le sergent Gascoigne
- Seán Treacy : Cyril
- Ely Solan : Robert
- Emily Highams : Anthea
- Laura Kate Whyms : Jane
- William Franklyn-Miller : Carl
- Alex O'Sullivan : Evan

## Accueil
Le film a reçu un accueil mitigé de la critique. Il obtient un score moyen de 42 % sur Metacritic.